# FC Zimbru-2 Chişinău
El FC Zimbru-2 Chişinău es un equipo de fútbol de Moldavia que juega en la Divizia A, la segunda liga de fútbol más importante del país.

## Historia
Fue fundado en el año 1994 en la capital Chişinău y funciona como un equipo reserva del FC Zimbru Chişinău, por lo que no puede ascender a la Divizia Naţională. Ha ganado tres títulos en su historia.

## Palmarés
- Divizia B: 3

1998-99, 2005-06, 2006-07